# Ной-Ізенбург
Ной-Ізенбург (нім. Neu-Isenburg) — місто в Німеччині, знаходиться в землі Гессен. Підпорядковується адміністративному округу Дармштадт. Входить до складу району Оффенбах.
Площа — 24,29 км2. Населення становить 38 204 ос. (станом на 31 грудня 2020).